# Promontoriu
Un promontoriu este o masă mare de pământ sau stânci care domină o altă întindere terestră sau un corp de apă. Multe promontorii sunt compuse dintr-o creastă stâncoasă care a rezistat la eroziunile care au afectat flancurile acesteia, compuse din roci mai slabe. Promontoriul poate fi, de asemenea, o zonă înaltă a solului, alcătuind un pinten, situat la confluența a două râuri. De-a lungul istoriei, promontoriile, datorită poziției lor defensive naturale, au fost adesea folosite ca amplasamente pentru construcția forturilor sau a castelelor.

## Galerie de imagini

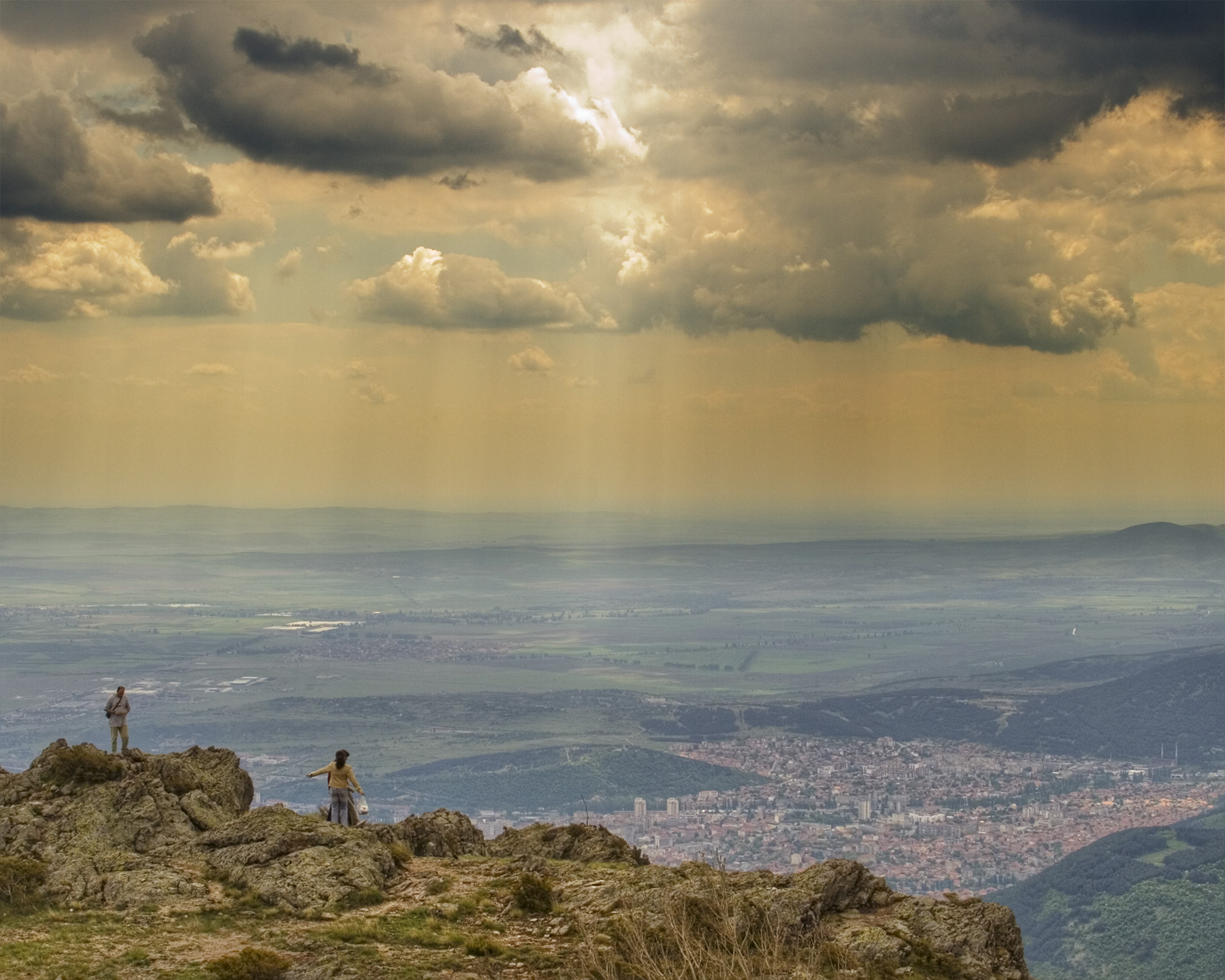
Promontoriu din Munților Balcani (Bulgaria)
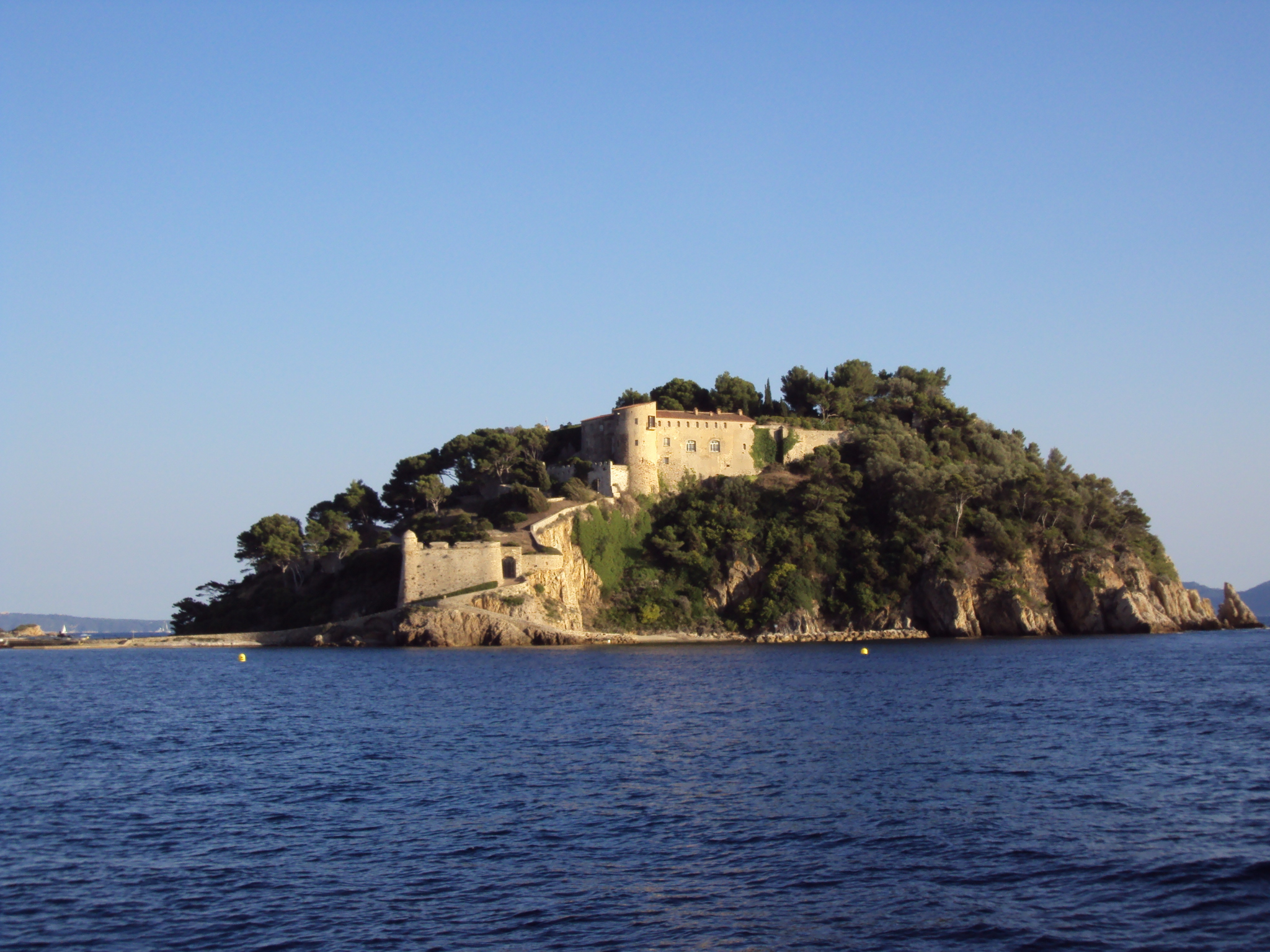
Promontoriul pe care este construit Fortul Brégançon (Franța)
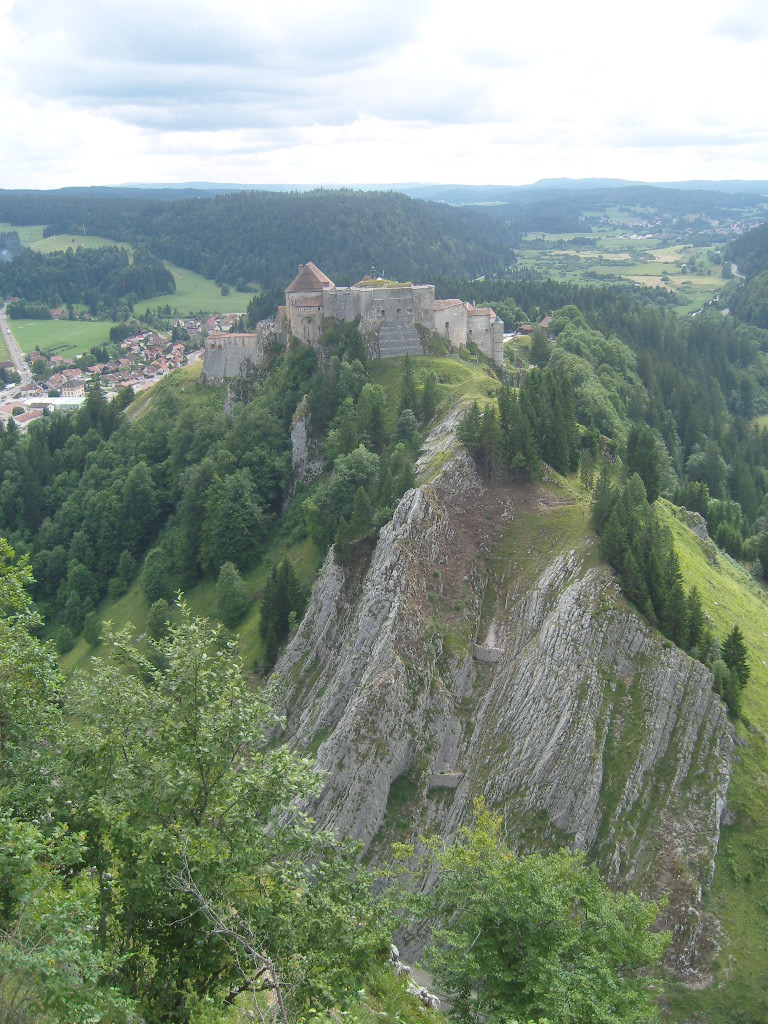
Promontoriul pe care este construit Castelul Joux (Franța)
Sròn a Chorra Bhuilg, promontoriu din Scoția]]
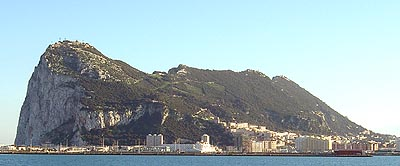
Stânca Gibraltarului
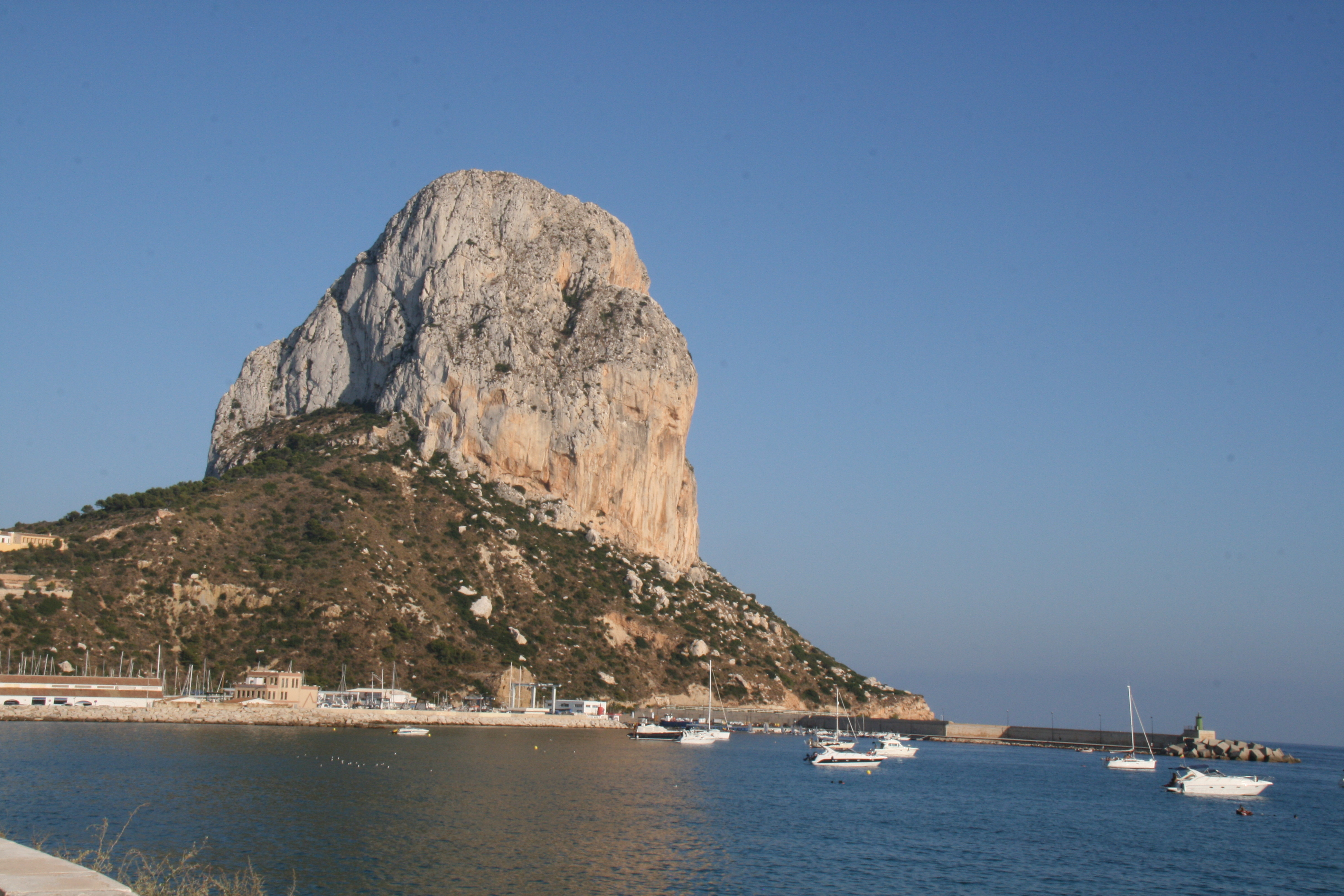
Promontoriul Ifach (Spania)